# Polycentropus ierapetra
Polycentropus ierapetra är en nattsländeart som beskrevs av Malicky 1972. Polycentropus ierapetra ingår i släktet Polycentropus och familjen fångstnätnattsländor.

## Underarter
Arten delas in i följande underarter:
- P. i. adana
- P. i. anatolica
- P. i. baroukus
- P. i. dirfis
- P. i. ikaria
- P. i. isparta
- P. i. septentrionalis
- P. i. kalliope
- P. i. milikuri
- P. i. slovenica